# Давид Дигс
Давид Даниел Дигс (на английски: Daveed Daniele Diggs, роден на 24 януари 1982) е американски актьор, певец, рапър и автор на песни. Той е вокалист на алтернативната хип-хоп група Clipping и през 2015 г. играе двойни роли на Жилбер дьо Лафайет и Томас Джеферсън в мюзикъла „Хамилтън“, където печели награда „Тони“ за най-добър актьор и мюзикъл през 2015 г. Заедно с главния актьорски състав на „Хамилтън“ е награден с „Грами“ за най-добър театрален албум.
След като напуска „Хамилтън“, той изиграва поддържаща роля в телевизионния сериал Black-ish (2016 – 2018) и участва във филмите „Чудо“ (2017) и Velvet Buzzsaw (2019). Дигс е сценарист, продуцент и актьор във филма „Мъртва точка“ през 2018 г., който получава номинация за наградите „Независим дух“ за най-добра мъжка роля.

## Биография
Дигс е роден на 24 януари 1982 г. в Оукланд, Калифорния, син е на Барбара – социален работник, и Дунтес Дигс – шофьор на автобус. Майка му е еврейка, а баща му е афроамериканец.

## Частична филмография
| година | филм               | оригинално заглавие | роля             | режисьор  |
| ------ | ------------------ | ------------------- | ---------------- | --------- |
| 2024   | Никеловите момчета | Nickel Boys         | възрастния Елвуд | Рамел Рос |